# ユウビス
株式会社ユウビス（YUBIS）は、大阪府東大阪市に本社を置くアミューズメント施設用機器の販売、専用景品の製造を行う企業。

## 概要
1971年にシンコー娯楽産業として創業。
プライズゲームやキッズゲームを主に手掛けており、UPL倒産後、「ラッキークレーン」「忍者くんルーレット」などのエレメカの販売を引き継いだ。かつては「カワクス」「ユウビス」ブランドで、アーケードビデオゲームの販売もしていた。
かつてはゲームセンターの運営も行っていたが、現在直営店舗はなくなっている。
販売部門は2013年にユウビスゼロへ分社化された。

## 沿革
- 1971年 - シンコー娯楽産業として、川楠俊太郎により大阪府で創業される。
- 1973年 - 株式会社カワクスとして創立。
- 1992年 - 社名を株式会社ユウビスに変更。
- 1997年 - ナナオからアイレム株式会社（のちのアピエス）を買収する。
- 1998年 - 大阪府に高齢者向けゲームセンター、「遊楽園」をオープンする。同年、アトラスが資本参加し、業務提携する。
- 1999年 - アトラスにアピエスを売却、「遊楽園」以外の店舗を失う。ユウビスに派遣されていたアトラスの役員は引き上げられる。
- 2000年 - 大阪地方裁判所に和議申請。負債額は約54億円。
- 2003年 - 遊楽園をフウキに委託、アミューズメント施設運営から撤退。
- 2007年 - 東大阪市内に移転。
- 2013年 - 販売部門をユウビスゼロ株式会社へ分社。

## ゲーム作品
- ミュータントナイト（カワクスブランド、開発はUPL）
- 大列車強盗（カワクスブランド、開発はコナミ）
- ヘキサ（プライズゲーム）
- 日本物産開発の麻雀・花札ゲームの一部